# لیزا هرتیگ
لیزا هرتیگ (انگلیسی: Lisa Hurtig؛ زادهٔ ۲۶ اوت ۱۹۸۷) بازیکن فوتبال اهل سوئد است.
از باشگاه‌هایی که در آن بازی کرده‌است می‌توان به باشگاه فوتبال لینشوپینگ اشاره کرد.